# Nippon Sheet Glass
Nippon Sheet Glass Co., Ltd. (日本板硝子株式会社?, Nihon Ita-Garasu Kabushiki-gaisha) è una azienda giapponese attiva nel settore della produzione di vetro.

## Storia
L'azienda è stata fondata nel 1918 con il nome di America Japan Sheet Glass Co. ad Osaka. L'azienda iniziò le operazioni grazie a capitale e tecnologia statunitensi provenienti dalla Libbey Owens Ford Glass. Il nome attuale della compagnia è stato scelto nel gennaio del 1931. Dopo la seconda guerra mondiale l'azienda ha conosciuto un periodo di espansione che l'ha portata ad acquisire nel 1999 la Nippon Glass Fiber e la Micro Optics e nel 2006 la britannica Pilkington.
Attualmente opera in 29 paesi e vende i suoi prodotti in 130 ed è la quarta azienda mondiale nel suo settore, dietro ad Asahi Glass, Saint-Gobain e Guardian Industries.